# Stela Szamszi-Adada V

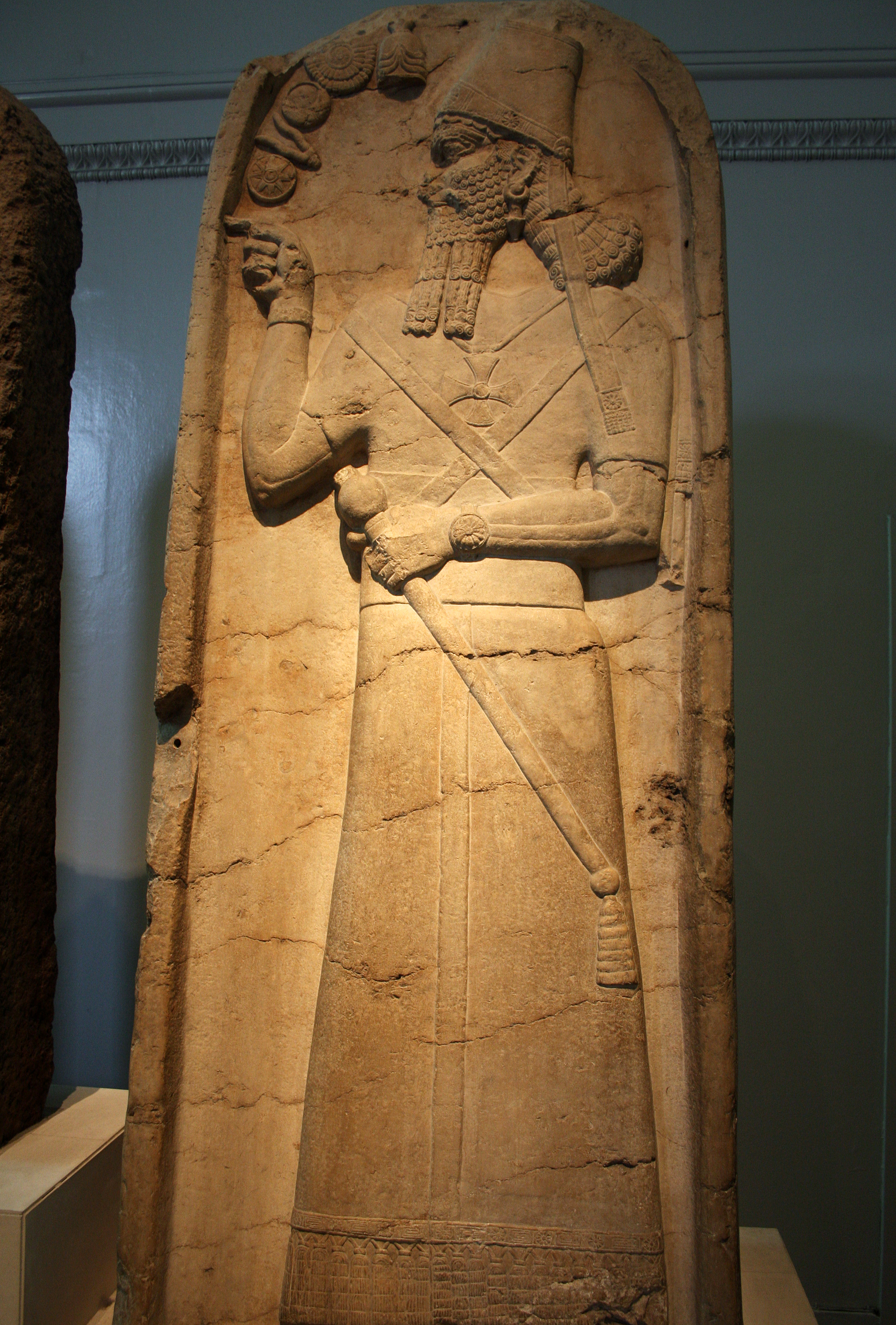
stela Szamszi-Adada V; zbiory British Museum (Room 6: Assyrian sculpture).

Stela Szamszi-Adada V – kamienna stela odnaleziona przez Hormuzda Rassama w czasie jego wykopalisk w Kalchu (obecne Nimrud w północnym Iraku). Stela przedstawia asyryjskiego króla Szamszi-Adada V (824-811 p.n.e.) oddającego cześć najważniejszym asyryjskim bóstwom ukazanym w formie reprezentujących je symboli. Obecnie zabytek znajduje się w zbiorach British Museum.

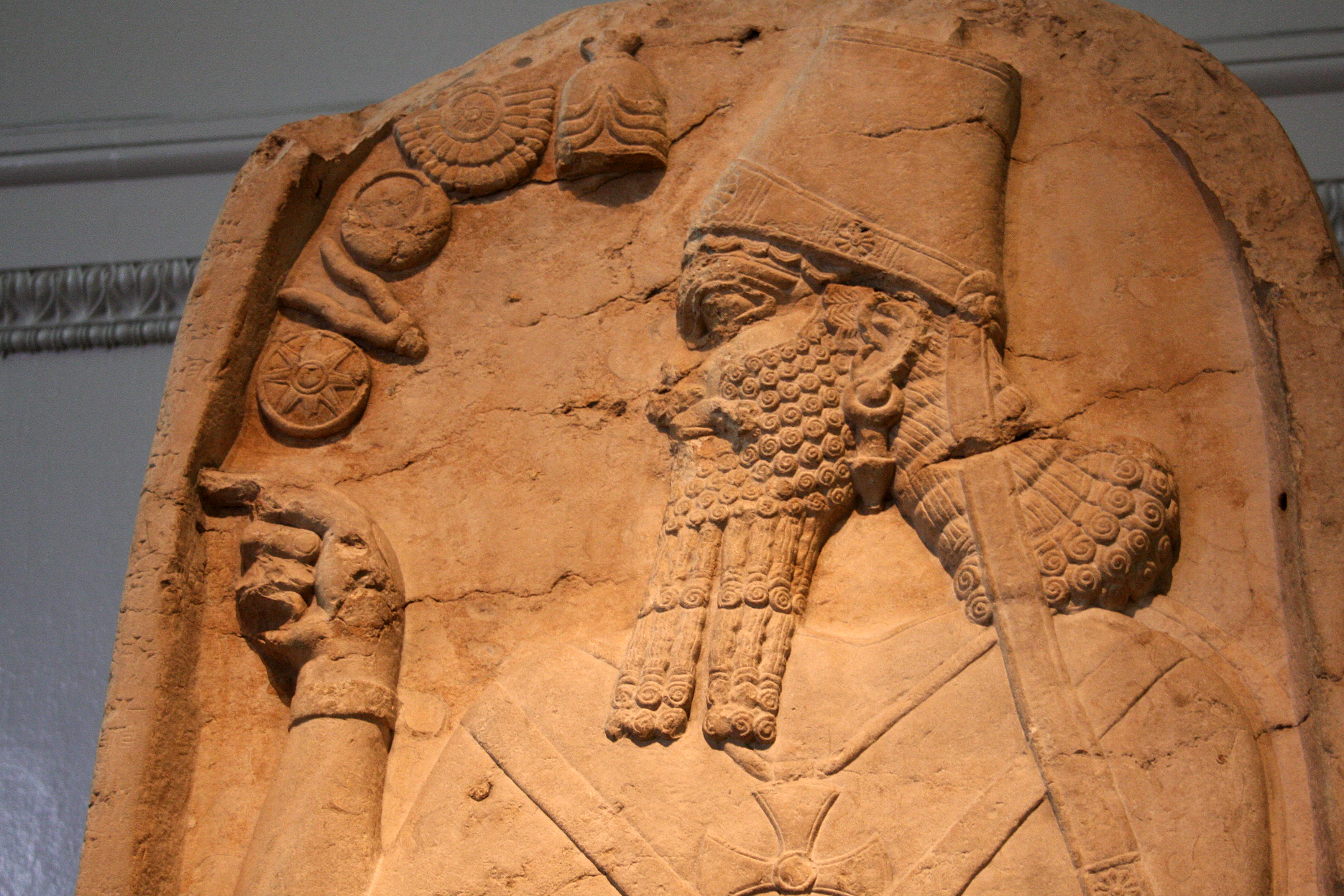
górna część steli w powiększeniu

## Opis
Stela ma wysokość 1,95 metra, szerokość 0,93 metra i grubość 0,72 metra. Całą przednią stronę zabytku pokrywa przedstawienie reliefowe ukazujące Szamszi-Adada V. Stojący król, odziany w sięgającą stóp, bogato zdobioną szatę, zwrócony jest w stronę pięciu symboli reprezentujących najważniejsze bóstwa Asyrii. Jego prawa ręka, z dłonią z wyprostowanym palcem wskazującym, jest wzniesiona w geście modlitwy - ten charakterystyczny gest widoczny jest na wielu innych zabytkach ukazujących władców asyryjskich (np. na steli Aszurnasirpala II i steli Salmanasara III). W drugiej, opuszczonej ręce, król trzyma ceremonialną maczugę. Jego włosy i broda są misternie splecione. Na głowie ma rodzaj czapki podobnej do fezu. Na szyi król ma zawieszony duży amulet w kształcie krzyża maltańskiego, będący jednym z symboli Szamasza, boga słońca i sprawiedliwości.
Przed królem, na wysokości jego głowy, ukazanych zostało pięć symboli boskich: tiara wielorożna (reprezentująca boga Aszura), dysk słoneczny z promieniami (reprezentujący boga Szamasza), księżyc (reprezentujący boga Sina), rozwidlona błyskawica (reprezentująca boga Adada) i ośmioramienna gwiazda (reprezentująca boginię Isztar).